# Araneus lanio
Araneus lanio är en spindelart som beskrevs av Levi 1991. Araneus lanio ingår i släktet Araneus och familjen hjulspindlar. Inga underarter finns listade i Catalogue of Life.